# St. Croix State Park Fire Tower
La St. Croix State Park Fire Tower est une tour de guet du comté de Pine, dans le Minnesota, aux États-Unis. Protégée au sein du parc d'État de Saint Croix, cette structure en acier haute de 30,5 mètres a été construite en 1936-1937 par le Civilian Conservation Corps.  C'est une propriété contributrice au district historique appelé St. Croix Recreational Demonstration Area, lequel est inscrit au Registre national des lieux historiques depuis le 31 janvier 1997 et classé National Historic Landmark depuis le 25 septembre 1997.